# Киркиніярв
Ки́ркиніярв (ест. Kõrkõnijärv) — природне озеро в Естонії, у волості Вастселійна повіту Вирумаа.

## Розташування
Киркиніярв належить до Чудського суббасейну Східноестонського басейну.
Озеро лежить на північ від села Індра.

## Опис
Загальна площа озера становить 3 га. Довжина берегової лінії — 1 578 м.